# Христу, Апостолос
Апостолос Христу (греч. Απόστολος Χρήστου; род. 1 ноября 1996, Афины) — греческий пловец, специализирующийся в плавании на спине. Трёхкратный чемпион Европы, многократный призёр чемпионатов Европы на длинной и короткой воде.

## Карьера
На чемпионате Европы 2016 года в Лондоне стал бронзовым призёром на дистанции 100 метров на спине.
6 августа 2018 года стал бронзовым призёром на чемпионате Европы на дистанции 100 метров на спине.
В мае 2021 года на чемпионате Европы, который состоялся в Венгрии в Будапеште, на дистанции 100 метров на спине завоевал бронзовую медаль, показав время 52,97 секунды.